# 真光院 (江戸川区)
真光院（しんこういん）は、東京都江戸川区にある真言宗豊山派の寺院。

## 歴史
1602年（慶長7年）、法印良鑁によって開山された。善養寺の末寺として創建されたといわれている。
本院が所蔵している閻魔王像は高尾太夫が奉納したものといわれている。高尾太夫は当地の出身で、実家経由で寄進したという。
現在の本堂は、1972年（昭和47年）に造営されたものである。かつては茅葺屋根であったが、鉄筋コンクリート造に新築された。

## 文化財
- 木造閻魔王坐像 - 江戸川区登録有形文化財・彫刻、平成4年2月25日告示[3]

## 墓地
- 高尾太夫（吉原遊廓太夫）…当地出身の人物と伝えられている。1858年（安政5年）没[2]。

## 交通アクセス
- 江戸川駅より徒歩9分。